# Witremundo Torrealba
 José Witremundo Torrealba Tovar (Zaraza, 3 de noviembre de 1935 – Valencia, 14 de julio de 1981) fue un médico, científico y docente universitario venezolano. Fue hijo del investigador de la enfermedad de Chagas, José Francisco Torrealba.

## Biografía

### Familia
José Witremundo Torrealba Tovar, nació en Zaraza, estado Guárico, el 3 de noviembre de 1935, siendo su padre, el insigne médico guariqueño Dr. José Francisco Torrealba y su madre Doña Rosa Isabel Tovar, siendo el tercer hijo de un total de doce, habidos en el matrimonio.
Contrae matrimonio con la Dra. Junia Chaves, brasileña, profesora en la Facultad de Medicina de la Universidad de Carabobo, de cuya unión nace su hijo Carlos Francisco.

### Actividad académica

#### Estudios primarios y secundarios
Por motivos del atraso que sumió a Venezuela la dictadura del General Juan Vicente Gómez y sobre todo las zonas rurales del país, la familia se trasladó en 1941 a la capital del estado Guárico, San Juan de los Morros en búsqueda de un futuro promisorio. Es así que el pequeño Witremundo comienza sus estudios de primaria en la Escuela "Francisco Aranda". En esa misma ciudad estudia hasta tercer año de educación secundaria en el Liceo "Juan Germán Roscio" y culmina sus estudios de bachillerato en Caracas, en el Liceo Fermín Toro a la edad de 19 años.

#### Estudios universitarios
En virtud de la intermitente irregularidad de las actividades académicas de la Universidad Central de Venezuela; motivada por la situación política que atravesaba el país a raíz de la dictadura perejimenista durante el año 1954, decide viajar a Brasil luego de ganar uno de los puestos reservados para estudiantes extranjeros que cursarían estudios médicos. Allí inició sus estudios en la Facultad de Medicina de la Universidad de São Paulo. donde pronto se destaca por su dedicación al estudio y despierta la admiración de compañeros y profesores, entre ellos los expertos parasitólogos el Dr. Dacio Franco Do Amaral y el Dr. Luis Rey. Se gradúa de Médico cirujano en 1959, luego de presentar su tesis de grado sobre la amibiasis y el kala-azar. Posteriormente formó parte del I Curso de Medicina Tropical de la Facultad de Medicina de Sao Paulo, antes de volver al país en 1960, cuando revalida su título de Médico Cirujano en la Universidad Central de Venezuela.
En la década del 60 regresa al Brasil donde se especializa en Parasitología Médica, como asistente a Dedicación Exclusiva del profesor Franco Do Amaral, quien era jefe del departamento de Parasitología de la Facultad de Medicina de Sao Paulo, y había sido contratado para fundar la cátedra respectiva de la Facultad de Medicina de la Universidad de Carabobo, ilustre Casa de Estudios recientemente aperturada en 1958 en virtud de la caída de la última dictadura militar en suelo venezolano.
Durante los períodos vacacionales de los años 1960, 1961 y 1963, acompañó al profesor Amaral a Brasil, con el fin de recibir entrenamiento especializado en serología de enfermedades parasitarias, técnicas de estudio sobre toxoplasmosis, hematología parasitaria, proctología, malariología, técnicas histopatológicas y otras subespecialidades relacionadas con la Parasitología Médica. En 1964 el Dr. Witremundo fue designado como Jefe de Cátedra de Parasitología de la Facultad de Medicina asentada en Bárbula.

#### Investigador
A la par de su entrenamiento, investigó sobre la bilharziosis y las parasitosis intestinales y se propuso establecer una cátedra modelo que incentivara la observación y la reflexión de los estudiantes de los cursos iniciales de medicina utilizando igualmente la mayéutica como instrumentos didácticos. El resultado fue una cátedra renovada, dedicada al estudio de la problemática parasitológica regional, donde se estudiaban las enfermedades rurales como principal preocupación. Los conocimientos conseguidos en Brasil acerca del kala-azar, o leishmaniasis visceral, lo indujeron a preparar el camino para la investigación de esta enfermedad, hasta entonces considerada inexistente en Venezuela.
Es así como entre los años 60 y 70, realizó revolucionarios y magistrales trabajos de investigación sobre endemias rurales en los estados Aragua, Carabobo, Cojedes y Guárico. Su prestigio científico lo convirtió en pionero de las actividades de extensión universitaria, no sólo en cuanto a la prestación de servicio médico, sino también en la organización, con carácter institucional e interdisciplinario, de trabajos de campo para que los estudiantes pudieran tener vivencias relacionadas con la realidad socioeconómica y su relación con múltiples enfermedades. Los grupos estudiantiles, eran acompañados por docentes, técnicos de laboratorio e inspectores sanitarios de la extinta Malariología
En 1970 obtuvo el título de Doctor en Ciencias Médicas de la Universidad Central de Venezuela, con una tesis que recogió diez años de experiencia sobre aspectos clínicos, diagnósticos, epidemiológicos y experimentales sobre leishmaniasis visceral, presentando la tesis: "Observaciones sobre Diagnóstico, Terapéutica y Evolución de la Leishmaniasis visceral humana y canina".
Alternó sus investigaciones con publicaciones en revistas nacionales y extranjeras, asesorías de tesis a estudiantes de pre y postgrado y de profesores así como asistencia a diferentes reuniones y Congresos. Con su mística y capacidad de convocatoria logró reunir en la Cátedra de Parasitología a investigadores de diferentes disciplinas interesados en esta materia para fundar en la ciudad de Valencia en el año 1978, la Sociedad Parasitológica Venezolana.
Dirigió trabajos de investigación en la Facultad de Ciencias de la Universidad de Los Andes, en la Facultad de Medicina de la Universidad de Carabobo, en la Facultad de Ciencias de la Universidad Central de Venezuela, y en la Escuela de Medicina “José María Vargas”, de la misma universidad.
Formó parte de jurados examinadores de trabajos de investigación en la Universidad de Carabobo, en la Universidad Central de Venezuela, en la Universidad de Los Andes y en el Instituto Venezolano de Investigaciones Científicas (IVIC). Además de haber sido jefe de cátedra durante 14 años, y ocasionalmente jefe de departamento encargado, se desempeñó también como responsable del Bioterio de la Facultad de Medicina durante seis años
En salud, particularmente en el área de su competencia y por su experiencia en Parasitología y Enfermedades Tropicales, representó dignamente y con orgullo a la Universidad de Carabobo y al país tanto a nivel nacional como internacional, siendo invitado como asesor, entre otras instituciones, por el CONICIT (actual FONACIT, organismo adscrito al Ministerio de Ciencia y Tecnología) y varias Universidades nacionales, donde además participa en eventos científicos, en la planificación y ejecución de cursos de especialización y maestría; por la Organización Panamericana de la Salud y Mundial de la Salud (OMS), en foros científicos y asesorías en países de América, Europa, Asia y África constituyéndose en líder vocero representante de los países del 3.er Mundo ante la OMS donde fue miembro consultor de esta Organización.
En su permanente preocupación por el devenir de la educación, principalmente a nivel superior en el enfoque de la problemática del funcionamiento de la universidad carabobeña, se involucró en la política universitaria, esto lo llevó a optar por cargos de autoridad en la Universidad de Carabobo para generar cambios, logrando ganar en 1978 el Decanato de la Facultad de Ciencias de la Salud.

### Muerte
Fallece a los 45 años de edad, el 14 de julio de 1981, en la Ciudad de Valencia, bajo extrañas circunstancias, el día que culminaba su gestión como decano en la Facultad de Ciencias de la Salud en la Universidad de Carabobo. Sus restos reposan en San Juan de los Morros, donde vivió los años de su juventud. Aunque su muerte parece haber obedecido a una arritmia por su padecimiento chagásico, continúa rodeada de misterio y el país aún espera una averiguación definitiva sobre su muerte prematura.
Al momento de su desaparición tenía muchos planes en Venezuela, entre ellos hacer de la Universidad tradicional una Nueva Universidad. Estaba decidido a continuar trabajando por sus objetivos. En agosto saldría al exterior para participar en el frente tercermundista en África, América y Asia, con la finalidad de fortalecer un movimiento en pro de la solución de los problemas sanitarios en un mundo de más de mil millones de habitantes en estado de extrema pobreza.

## Participación del Dr. Witremundo Torrealba en foros internacionales
- Congreso sobre enfermedad de Chagas, Río de Janeiro, 1959.
- VII Congreso Internacional sobre malaria y Medicina Tropical, Río de Janeiro, 1963. Seminario Viajero Inter-regional sobre leishmaniasis, Unión Soviética, 1967, por invitación de la OMS, debiendo llevar un resumen de la situación del problema en Venezuela.
- IV Congreso Latinoamericano de farmacología Terapéutica, Caracas, 1972. Actuó como ponente de la terapéutica de leishmaniasis.
- IV Congreso Latinoamericano de Parasitología, Costa Rica, 1976.
- Reunión de Trabajo organizada por Bayer Dusseldorf, Alemania, para discutir el protocolo de investigación de una nueva droga antibilarziana, enero-febrero 1977.
- Reunión de Trabajo organizada por la Organización Mundial de la Salud, Buenos Aires, Argentina, noviembre de 1977, con la finalidad de analizar las prioridades de investigación sobre la enfermedad de Chagas dentro del programa especial que esa Organización estaba llevando adelante sobre enfermedades tropicales.

## Homenajes
- Escuela de Medicina Dr. Witremundo Torrealba, Universidad de Carabobo – Sede Aragua
- Centro de Investigaciones en Enfermedades Tropicales “Dr. J. Witremundo Torrealba” San Carlos, estado Cojedes
- Instituto Experimental “Dr. José Witremundo Torrealba” Universidad de Los Andes – Trujillo.